# Asteroid troian al Pământului

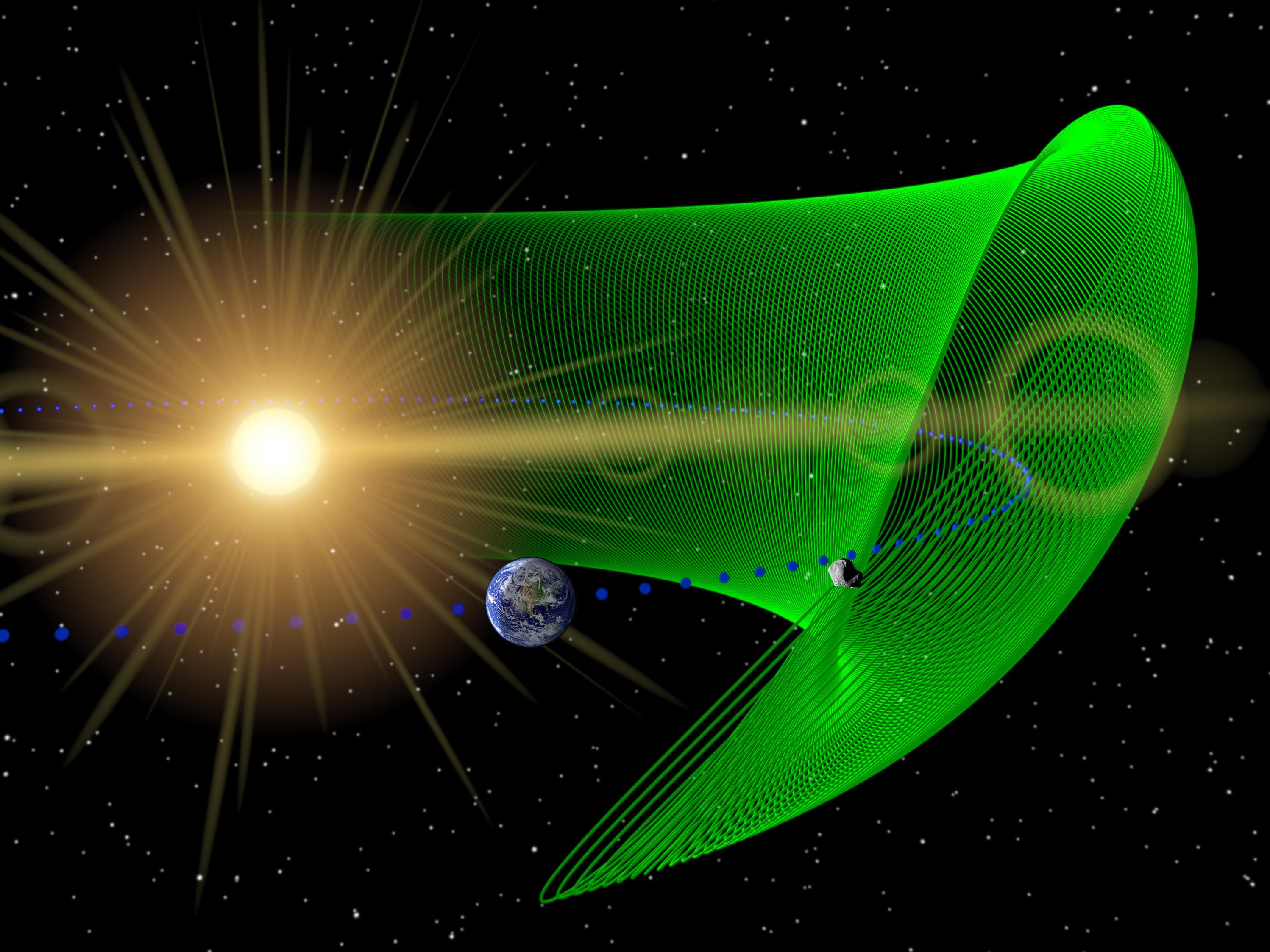
Orbite de, singurul asteroid troian al Pământului cunoscut în preajma punctului L_{4}.

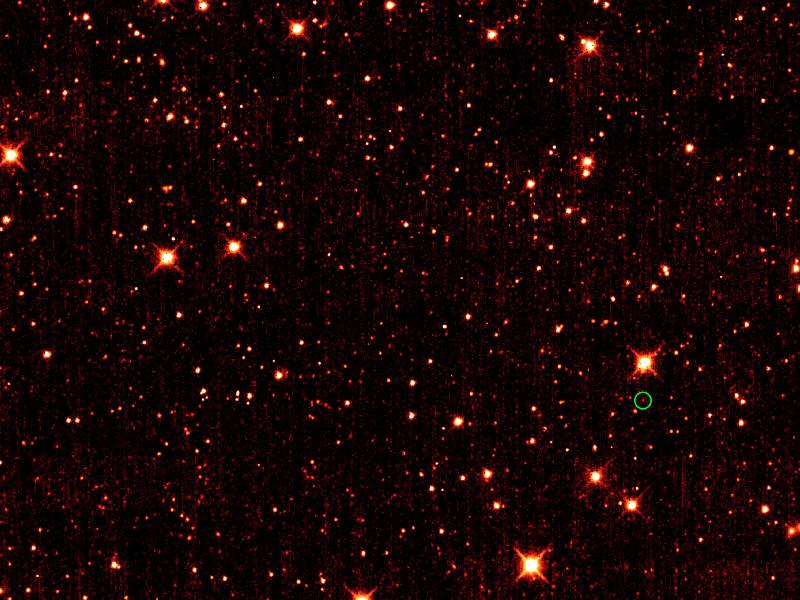
este situat în cercul verde, în dreapta-jos.

Un asteroid troian al Pământului este un asteroid a cărui orbită heliocentrică este în rezonanță 1:1 cu aceea a Pământului și care este situat în preajma unuia dintre cele două puncte stabile Lagrange, L4 sau L5, ale cuplului Soare-Pământ, adică este situat cu circa 60° în fața sau în urma Pământului. Perioada de revoluție a unui astfel de asteroid, notată {\displaystyle T_{A}}, este similară cu aceea a Pământului, notată {\displaystyle T_{\oplus }}:  {\displaystyle T_{A}\sim T_{\oplus }}. Orbita sa este similară orbitei medii a Pământului.
Sub acest nume sunt desemnate și obiectele aflate pe orbită geocentrică în preajma punctelor L4 și L5 ale sistemului Pământ-Lună, adică aflându-se cu 60° în avans sau în întârziere, în raport cu Luna, pe orbita sa în jurul Pământului.

## Troieni ai sistemului Soare-Pământ

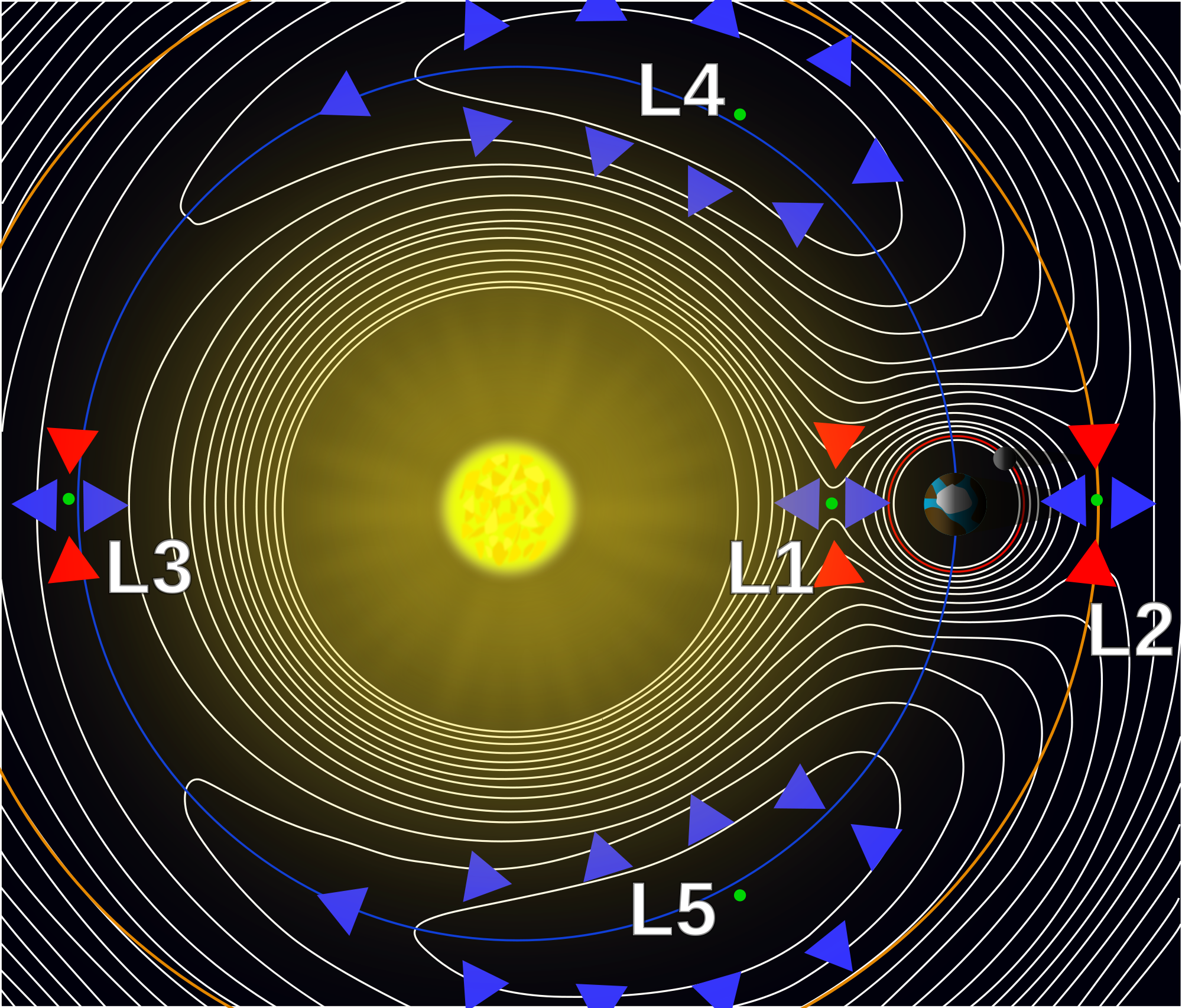
Cele cinci puncte Lagrange ale sistemului Soare-Pământ.

În februarie 2017, un singur troian al sistemului Soare-Pământ este cunoscut: 2010 TK7, în preajma punctului Lagrange L4.
De la 9 la 20 februarie 2017, în timp ce trecea în apropiere de punctul L4 al sistemului Soare-Pământ, sonda OSIRIS-REx a realizat o misiune de cercetare a troienilor Pământului.

### Descoperirea asteroidului
2010 TK  7 a fost descoperit utilizând satelitul Wide-field Survey Explorer Explorer, pe 25 ianuarie 2010.
În februarie 2017, nava spațială OSIRIS-REx a efectuat o căutare în regiunea L4, în drum spre asteroidul Bennu.
La mijlocul anului 2017, nava spațială Hayabusa 2 a căutat în regiunea L5, în timp ce se îndrepta spre asteroidul Ryugu.

## Troieni ai sistemului Pământ-Lună

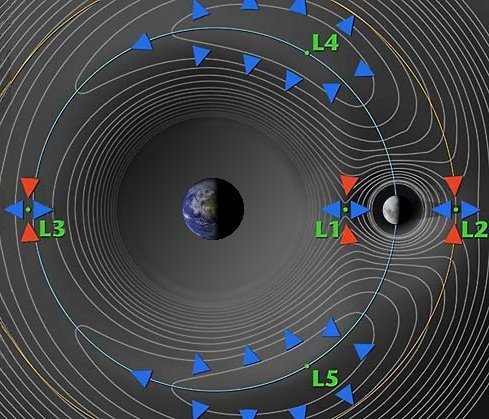
Cele cinci puncte Lagrange ale sistemului Pământ-Lună.

Niciun asteroid troian al sistemului Pământ-Lună nu este propriu-zis cunoscut până acum (aprilie 2017), însă mari concentrații de pulberi, cunoscute sub numele de Norii lui Kordylewski, ar putea să se găsească în preajma punctelor L4 și L5 ale sistemului.